# Lovenella bermudensis
Lovenella bermudensis is een hydroïdpoliep uit de familie Lovenellidae. De poliep komt uit het geslacht Lovenella. Lovenella bermudensis werd in 1883 voor het eerst wetenschappelijk beschreven door Fewkes. 